# Vjerski turizam
Vjerski turizam je jedan od najstarijih oblika turizma koji se kao specifični oblik turizma (uz zdravstveni turizam) počeo javljati u najranijoj povijesti kada su ljudi zbog obavljanja religijskih obreda posjećivali za to određena mjesta - svetišta, i pritom prelazili veće udaljenosti. Budući da se radi o ekonomski vrlo korisnom obliku turizma za pojedinu destinaciju, kroz povijest su takve destinacije redovito postajale središtima vjerskih, trgovačkih, kulturnih i ostalih događanja u pojedinim regijama. Hodočasnicima su u takvim mjestima 
pruženi različiti infrastrukturni, gastronomski, kulturni i ostali sadržaji, dakle - dolazi do povećanih investicija na pojedinom mjestu.
Primjeri uspješnih centara za vjerski turizam su Lourdes, Fátima, Međugorje.
U Hrvatskoj se nakon Domovinskog rata značajnije počelo valorizirati nacionalno svetište u Mariji Bistrici.